# Aeroportul Ipiranga
Aeroportul Ipiranga (IATA: IPG, ICAO: SWII) este un aeroport din Amazonas, Brazilia ce deservește zona Santo Antônio do Içá. Aeroportul a fost tranzitat în 2003 de 57 de pasageri. A fost numit după Ipiranga⁠(d).
Situat la o altitudine de 40 m, aeroportul dispune de 1 pistă.

## Infrastructură

### Piste
Aeroportul dispune de o singură pistă. Pista 1/19 are suprafața de beton și dimensiunile 1.500 m × 30 m. 